# Eburodacrys punctipennis
Eburodacrys punctipennis es una especie de escarabajo longicornio del género Eburodacrys, tribu Eburiini, subfamilia Cerambycinae. Fue descrita científicamente por White en 1855.

## Descripción
Mide 16,3-22,6 milímetros de longitud.

## Distribución
Se distribuye por Brasil y Paraguay.